# 匈牙利足球丙级联赛
匈牙利足球丙级联赛(Nemzeti Bajnokság III)，为匈牙利足球联赛的第3级别。匈牙利丙级联赛分为6个小组，每组15-16。6个小组的冠军升入乙级联赛。